# Diócesis de Muyinga
La diócesis de Muyinga (en latín: Dioecesis Muyingana y en francés: Diocèse de Muyinga) es una circunscripción eclesiástica de la Iglesia católica en Burundi. Se trata de una diócesis latina, sufragánea de la arquidiócesis de Guitega. Desde el 14 de diciembre de 2002 su obispo es Joachim Ntahondereye.

## Territorio y organización
La diócesis tiene 4767 km² y extiende su jurisdicción sobre los fieles católicos de rito latino residentes en las provincias de Muyinga y Kirundu.
La sede de la diócesis se encuentra en la ciudad de Muyinga, en donde se halla la Catedral de Nuestra Señora de Lourdes. 
En 2021 en la diócesis existían 23 parroquias.

## Historia
La diócesis fue erigida el 5 de septiembre de 1968 con la bula Divinum mandatum del papa Pablo VI, obteniendo el territorio de la diócesis de Ngozi.

## Estadísticas
Según el Anuario Pontificio 2022 la diócesis tenía a fines de 2021 un total de 848 978 fieles bautizados.
| Año                                                                             | Población            | Población | Población      | Sacerdotes | Sacerdotes    | Sacerdotes    | Bautizados por sacerdote | Diáconos permanentes | Religiosos | Religiosos | Parroquias |
| Año                                                                             | Bautizados católicos | Total     | % de católicos | Total      | Clero secular | Clero regular | Bautizados por sacerdote | Diáconos permanentes | Varones    | Mujeres    | Parroquias |
| ------------------------------------------------------------------------------- | -------------------- | --------- | -------------- | ---------- | ------------- | ------------- | ------------------------ | -------------------- | ---------- | ---------- | ---------- |
| 1969                                                                            | 258 418              | 481 000   | 53.7           | 56         | 28            | 28            | 4614                     |                      | 37         | 37         | 13         |
| 1980                                                                            | 228 118              | 473 900   | 48.1           | 37         | 17            | 20            | 6165                     |                      | 28         | 50         | 10         |
| 1990                                                                            | 373 925              | 760 470   | 49.2           | 38         | 21            | 17            | 9840                     |                      | 29         | 74         | 12         |
| 1999                                                                            | 478 371              | 871 443   | 54.9           | 34         | 26            | 8             | 14 069                   |                      | 11         | 98         | 13         |
| 2000                                                                            | 516 078              | 949 196   | 54.4           | 37         | 29            | 8             | 13 948                   |                      | 12         | 95         | 14         |
| 2001                                                                            | 525 027              | 959 920   | 54.7           | 39         | 30            | 9             | 13 462                   |                      | 13         | 113        | 14         |
| 2002                                                                            | 518 325              | 924 657   | 56.1           | 42         | 31            | 11            | 12 341                   |                      | 15         | 95         | 14         |
| 2003                                                                            | 545 491              | 963 006   | 56.6           | 37         | 27            | 10            | 14 743                   |                      | 14         | 106        | 14         |
| 2004                                                                            | 565 441              | 996 029   | 56.8           | 40         | 29            | 11            | 14 136                   |                      | 15         | 136        | 14         |
| 2013                                                                            | 763 035              | 1 537 344 | 49.6           | 57         | 52            | 5             | 13 386                   |                      | 8          | 323        | 16         |
| 2016                                                                            | 823 323              | 1 409 906 | 58.4           | 66         | 62            | 4             | 12 474                   |                      | 11         | 152        | 20         |
| 2019                                                                            | 765 000              | 1 440 900 | 53.1           | 75         | 69            | 6             | 10 200                   |                      | 13         | 160        | 21         |
| 2021                                                                            | 848 978              | 1 531 272 | 55.4           | 83         | 78            | 5             | 10 228                   |                      | 5          | 194        | 23         |
| Fuente: Catholic-Hierarchy, que a su vez toma los datos del Anuario Pontificio. |                      |           |                |            |               |               |                          |                      |            |            |            |

## Episcopologio
- Nestor Bihonda † (5 de septiembre de 1968-25 de marzo de 1977 renunció)
  - Sede vacante (1977-1980)
- Roger Mpungu † (6 de marzo de 1980-1 de julio de 1994 renunció)
- Jean-Berchmans Nterere † (1 de julio de 1994 por sucesión-5 de mayo de 2001 falleció)
- Joachim Ntahondereye, desde el 14 de diciembre de 2002